# Гуль Роман Борисович
Роман Борисович Гуль (13 січня 1896, Пенза — 30 червня 1986, Нью-Йорк) — офіцер війська Української держави Павла Скоропадського, діяч Білого руху на еміграції, російський письменник та мемуарист. За походженням — німець.

## Біографія
Народився в сім'ї нотаріуса Бориса Карловича Гуля. Досі поширена версія про його народження в Києві, але знайдене метричне свідоцтво, яке свідчить на користь народження у місті Пенза. 1914 вступив на юридичний факультет Московського університету. У серпні 1916 призваний на військову службу. Після закінчення Московської 3-ї школи прапорщиків — у діючій армії.
Навесні 1917 відправлений в Україну, на Південно-Західний фронт. У період «демократизації» армії обраний товаришем голови полкового комітету (від офіцерів).
Після Жовтневого більшовицького заколоту вступив у партизанський загін, який влився у Корніловський ударний полк Добровольчої армії. Брав участь у крижаному поході російського генерала Корнілова, поранений.

### На українській службі
Ранньою осінню 1918 емігрував до України, де служив в дружині генерала Кирпичова в Києві, склав присягу Гетьману України Павлу Скоропадському. Перед початком військових дій проти Армії УНР Симона Петлюри перейшов до спеціального полку Федора Келлера, що діяв сумісно з дивізією Скоропадського «сердюки». Під час вуличних боїв за Київ потрапив в полон до петлюрівців. З огляду на винятковий «білий шовінізм» військова комендатура УНР ув'язнила його у Педагогічному музеї. Проте вже у січня 1919, під загрозою захоплення Києва більшовиками, переданий німецькому командуванню, яке помістило його у табір військовополонених Деберіце.

### У Європі та США
З 1920 — у Берліні. 1921-23 працював секретарем редакції журналу «Нова російська книга». Був учасником зміновіхівського руху, член берлінського Союзу російських письменників і журналістів.
У липні 1923 — червні 1924 редагував літературний додаток до газети «Накануне» (після від'їзду попереднього редактора, Олексія Толстого, до більшовицького СССР). Тоді ж пішов на співпрацю з комуністами, написав для московського Держвидаву роман «Життя на фукса» (1927), був також кореспондентом більшовицьких газет.
Після приходу націонал-соціалістів до влади в Німеччині арештований, але у вересні 1933 зумів емігрувати до Парижа.
З 1950 року жив у Нью-Йорку. Активний співробітник нью-йоркського «Нового журналу» (з 1959), а з 1966 року і до своєї кончини — його головний редактор. Тут Роман Гуль стає дуже впливовою і помітною фігурою в російському зарубіжжі. Він стає відомим як редактор, літературний критик, письменник — автор мемуарної трилогії «Я забрав Росію. Апологія еміграції», створеної в останні роки життя.
Помер 30 червня 1986 року після тривалої хвороби. Похований на кладовищі Успенського монастиря Нью-Йорку.